# Rufus Keppel
Rufus Arnold Alexis Keppel (ur. 16 lipca 1965) – brytyjski arystokrata, jedyny syn Dereka Keppela, wicehrabiego Bury, i Mariny Davidoff, córki hrabiego Serge'a Davidoffa.
Wykształcenie zdobył w St. Christopher School w Letchworth, Chelsea School of Art w Chelsea i Central School of Art w Londynie. Tę ostatnią uczelnię ukończył z tytułem bakałarza sztuk. Po śmierci swojego ojca w 1968 został dziedzicem tytułu hrabiego Albemarle i przyjął tytuł wicehrabiego Bury. Tytuł hrabiowski odziedziczy po śmierci swojego dziadka, Waltera, w 1979. Po osiągnięciu pełnoletniości zasiadł w Izbie Lordów, gdzie utrzymał się do reformy Izby w 1999.
W 2001 poślubił Sally Claire Tadayon, córkę Jamala Tadiona. Ma z nią jednego syna, którym jest Augustus Sergei Darius Keppel (ur. w lutym 2003), wicehrabia Bury.
Lord Albemarle mieszka obecnie z rodziną w Hurst Barns Farm w hrabstwie Sussex.